# Yorkville (Illinois)
Pour les articles homonymes, voir Yorkville.
La ville de Yorkville est le siège du comté de Kendall, dans l'Illinois, aux États-Unis. Le comté en forte progression démographique fait partie de l'Aire métropolitaine de Chicago.
La ville de Yorkville était composée à l'origine de deux villes, l'une au nord de la rivière de la rivière Fox et l'autre au sud, avec des gouvernements distincts, pendant plus de 100 ans. En 1957, les deux villes avaient leur propre identité: Bristol au nord et Yorkville au sud. Cette année-là, Bristol et Yorkville ont fusionné, devenant la ville unifiée de Yorkville. 

## Source
- (en) Cet article est partiellement ou en totalité issu de l’article de Wikipédia en anglais intitulé « Yorkville, Illinois » (voir la liste des auteurs).